# Hypocacculus oxytropis
Hypocacculus oxytropis är en skalbaggsart som beskrevs av Reichardt 1932. Hypocacculus oxytropis ingår i släktet Hypocacculus och familjen stumpbaggar. Inga underarter finns listade i Catalogue of Life.